# Сольбес, Педро
Пе́дро Со́льбес Ми́ра (исп. Pedro Solbes Mira; 31 августа 1942, Пиносо — 18 марта 2023, Мадрид) — испанский политик. Беспартийный, близок ИСРП. В 2004—2009 годах занимал пост министра экономики и финансов в кабинете Сапатеро, являясь вторым заместителем председателя правительства Испании.

## Биография
Педро Сольбес изучал политические науки в Аликанте и юриспруденцию в Университете Комплутенсе. Участвовал в работе переговорной группы, занимавшейся вопросами вступления Испании в Европейское сообщество. В 1985 году получил портфель государственного министра по европейским вопросам в правительстве Фелипе Гонсалеса. В 1991 году работал министром сельского хозяйства, а в 1993—1996 годах — министром экономики Испании.
Являясь представителем Испании в Европейской комиссии, в сентябре 1999 года был назначен комиссаром по вопросам экономики и денежной политики. После парламентских выборов 2004 года в Испании 14 марта 2004 года премьер-министр Испании Сапатеро назначил Сольбеса своим вторым заместителем и «суперминистром» экономики и финансов.
Несмотря на противоречия в экономической политике, возникшие между либералом Сольбесом и советником Сапатеро по экономическим вопросам Мигелем Себастианом, выступавшим скорее с кейнсианских позиций, по просьбе Сапатеро Сольбес согласился продолжить работу в правительстве после победы ИСРП на парламентских выборах 2008 года, хотя был вынужден смириться с тем, что Мигель Себастиан был назначен новым министром промышленности и торговли.
После разразившегося финансового и экономического кризиса Сольбес подвергался критике за недооценку его масштабов и 7 апреля 2009 года в результате перестановок в правительстве был сменён Еленой Сальгадо, ранее возглавлявшей министерство общественного управления Испании. После отставки входил в состав совета директоров энергетической компании Enel, в 2013 году выпустил мемуары «Сорок лет на государственной службе».
Скончался 18 марта 2023 года в возрасте 80 лет в Мадриде от рака печени.

## Награды
- Великий офицер ордена Трёх звёзд (14 октября 2004 года, Латвия)[7]